# ماريانو باريديس
ماريانو باريديس (بالإسبانية: Mariano Paredes)‏ (1800 - 1856) رئيس غواتيمالا من 1 يناير 1849 إلى 6 نوفمبر 1851 كرئيس حل وسط للدولة. باريديس، وهو عقيد في الجيش، وجاء إلى السلطة بعد كان رافائيل كاريرا غير فعالة في قمع الانتفاضات في شرق غواتيمالا والحكومات على المدى القصير فشل في استعادة النظام. ولكن ماريانو باريديس كان غير قادر على السيطرة غواتيمالا.